# Гродно (Лодзинское воеводство)
Гро́дно — деревня в гмине Нове-Островы Кутновского повета Лодзинского воеводства в центральной Польше. Население составляет 230 человек.